# Centenar de la Ploma

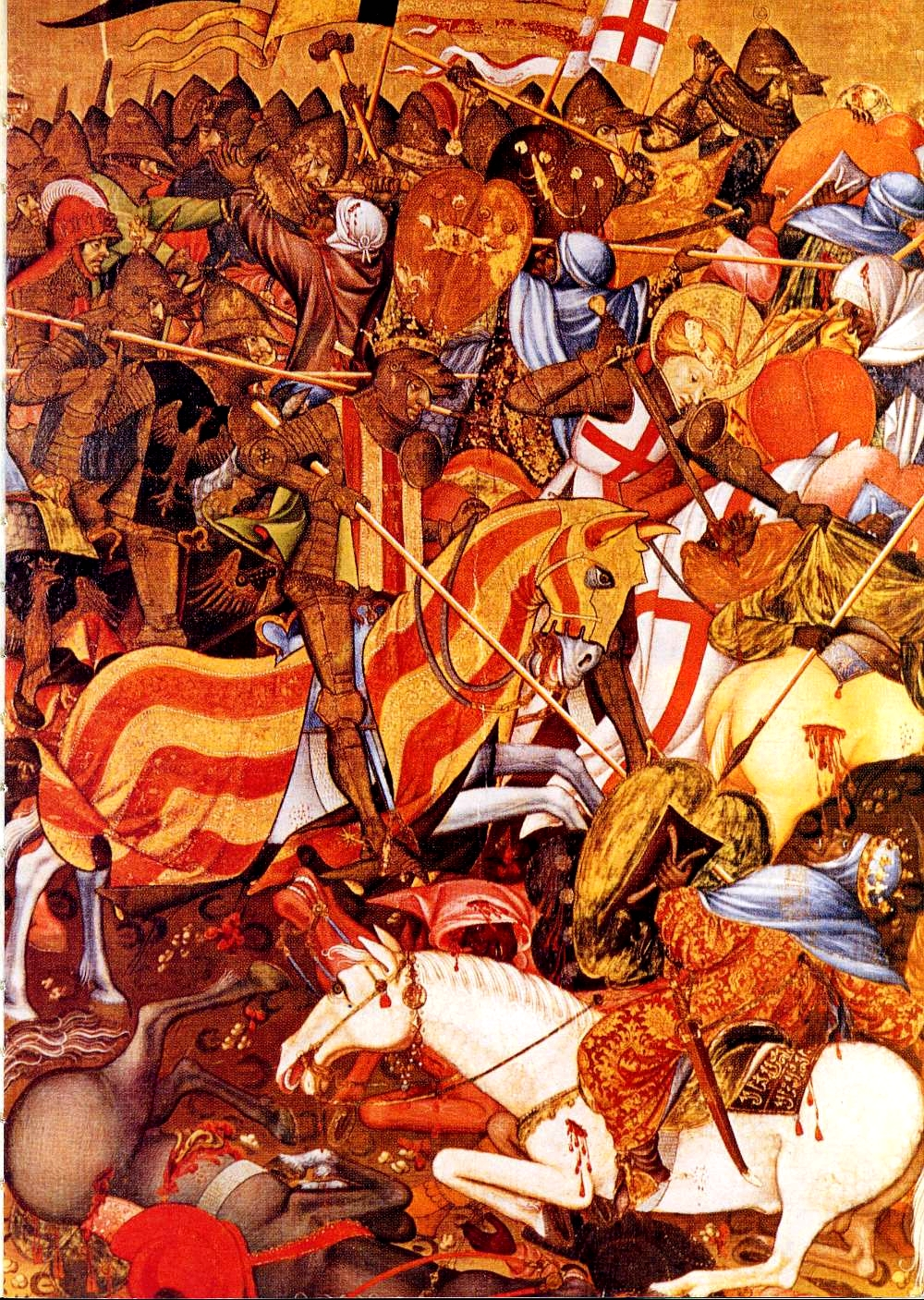
Taula central del retaule del Centenar de la Ploma, representant la batalla del Puig. Va ser atribuït a Marçal de Sax i posteriorment a Miquel Alcanyís

El Centenar de la Ploma va ser una milícia local de cent ballesters encarregada d'escortar i protegir la Senyera de la Ciutat de València.
Va ser instituïda per Pere el Cerimoniós el 1365 sota el nom de Centenar del Gloriós Sant Jordi, per estar sota l'advocació d'aquest sant, però prompte es va conèixer popularment com a Centenar de la Ploma, per la característica ploma que portaven els ballesters al capell, i amb aquest nom ha passat a la història. Va desaparèixer el 1707 amb el decret de Nova Planta.

## Història i funcions
Alguns autors van afirmar que es tractava d'una creació de Jaume I, car és tradicional al País Valencià atribuir-li a aquest rei totes les institucions valencianes que no tenen clars els orígens. Gràcies a un document del 1503 que en parla directament, avui sabem que aquesta milícia va ser instituïda pel Cerimoniós el 3 de juny del 1365, al setge de Morvedre estant, en plena guerra amb Castella. Sembla que aquesta concessió va ser una compensació pels serveis prestats per la host o milícia urbana de València en aquesta guerra, car feia temps que la ciutat demanava la creació d'una milícia fixa que es pogués reunir amb rapidesa, contra la lentitud que suposava la convocatòria ciutadana de la host.
Així i tot, la seua funció principal va ser la d'escortar i protegir la Senyera Reial de València, que en el moment de la seua constitució era encara una senyera reial, i que més tard es convertiria en la senyera coronada de la ciutat.
Existeix certa confusió amb un altre centenar d'homes a cavall, distinta de la dels ballesters, però també amb la funció de protegir l'estendard reial, i que va ser creada el 23 de juliol del 1376, a les Corts Generals de Montsó, pel mateix Pere el Cerimoniós, malgrat que les ordenacions no s'hi van elaborar fins al 1391, sota Joan I. Malgrat la coincidència de funcions, no sembla que siga la mateixa companyia, i no està massa clar si va continuar existint. Així i tot, sabem que estava constituïda per 70 individus a cavall armats i 30 d'alforrats o genets.

## Organització de la milícia
El centenar de la Ploma estava format per cent ballesters, dividits en dehenes (desenes), cadascuna comandada per un cap de dehena. El capità de la companyia era, oficialment, el justícia criminal, que era el càrrec municipal encarregat de portar la Senyera a la batalla i a les desfilades.
Així mateix, la composició social del centenar era plural i estava establerta en 10 persones de paratge, 30 de la mà major, 30 de la mà mitjana i 30 de la mà menor, segons la divisió social urbana, establerta per Francesc Eiximenis.
Sembla ser, malgrat que la documentació conservada no ho explicita, que la companyia renovava cada dos o tres anys la meitat dels seus membres, i s'aconseguia així que sempre hi hagués un 50% de ballesters nous, i un altre 50% amb experiència.

## Símbols del centenar de la Ploma

Bandera de sant Jordi

La bandera de sant Jordi era el senyal propi de la companyia. Per emblema, una ballesta a sobre d'una creu de sant Jordi, i a sota el lema de la companyia: «In te Domine speravit non confundar».
L'uniforme consistia en una peça de llenç o tafetà blanc amb creu de sant Jordi al davant i al darrere, per sobre del vestit, al qual afegirien una cota de malla. Al casc, portarien una ploma de garsa que donava nom a la companyia.

## La confraria de Sant Jordi
Sis anys després de la creació del centenar de la Ploma, alguns dels seus ja antics membres van sol·licitar a Pere el Cerimoniós la creació d'una confraria sota l'advocació de sant Jordi, que va ser concedida per privilegi el 10 de juliol del 1371. Entre les funcions de la confraria, estava la de vetlla de malalts, acompanyament de difunts i cambra mortuòria, un aplec anual de la confraria, i festes i banquets per Sant Jordi.
La confraria estava formada per un màxim de 100 homes i 150 dones. El 1391, van demanar al rei Joan I i a la reina que es feren confrares, i el rei va ampliar el nombre de confrares a 500 homes i 600 dones, i els va atorgar algunes exaccions.

## El retaule del Centenar de la Ploma
La confraria era la propietària del retaule gòtic del Centenar de la Ploma, també anomenat de Sant Jordi, una de les principals obres d'art de l'edat mitjana valenciana. Es mostrava a la capella de la casa dels Ballesters o a l'altar de la confraria a la propera església de Sant Jordi. Enderrocades tant la casa de Ballesters com l'església de Sant Jordi, cap a 1860 es vengué el retaule a un antiquari francès que finalment el revengué al museu londinenc que després es convertí en el Victorian and Albert Museum, on actualment s'exposa.